# 4e corps d'armée (Vietnam du Sud)
Pour les articles homonymes, voir 4e corps d'armée.

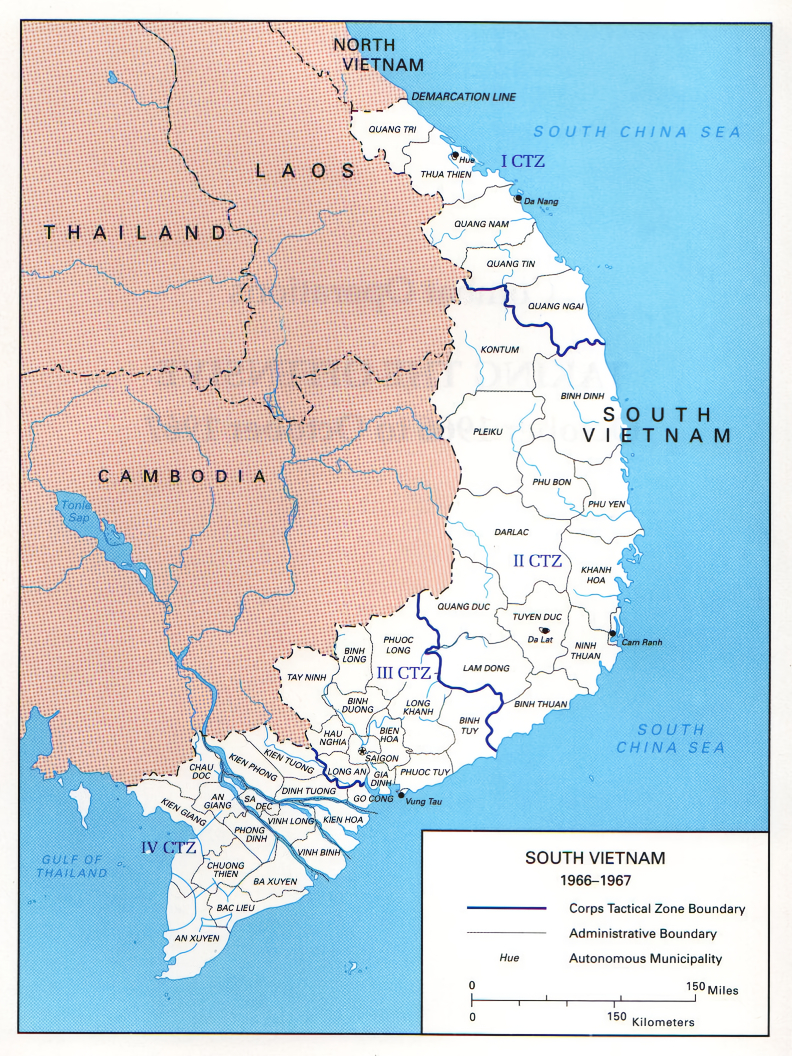
Carte décrivant les régions militaires du Sud-Vietnam, y compris la zone du IV Corps/IV CTZ.

Le 4e corps d'armée (en vietnamien : Quân đoàn IV - en anglais : IV Corps) était un corps de l'Armée de terre de la république du Viêt Nam (Army of the Republic of Vietnam - ARVN), branche des Forces armées de l'État du Viêt Nam du Sud, organisé dans un mélange de marine, d'armée de terre et de force aérienne.
Dernier corps à être créé, il s'agit du corps d'armée chargé de contrôler la zone comprenant les provinces de la région du delta du Mékong.
Fin avril 1975, alors que d'autres corps avaient été dissous ou n'avaient plus la capacité de combattre, les forces du 4e corps d'armée étaient encore presque intactes. Le commandant de ce corps a créé un "Plan de zone secrète", selon lequel il défendrait le delta du Mékong si Saigon tombait, mais ce plan a échoué car la plupart des officiers subalternes ont fui. L'appareil de commandement était si chaotique qu'il ne pouvait pas contrôler les unités sous son commandement. Le corps a déposé ses armes après avoir reçu un ordre de reddition du président Duong Van Minh. Un certain nombre d'officiers du corps se sont suicidés, notamment le commandant et le commandant adjoint du corps.

## Histoire
Le prédécesseur de la 4e région tactique était la 5e région militaire, créée le 26 octobre 1956. La zone de la 5e région militaire comprenait à cette époque les provinces de Long An, Kien Tuong, Kien Phong, Dinh Tuong, Kien Hoa, Vinh Long, Vinh Binh, An Giang, Phong Dinh, Ba Xuyen, Kien Giang, An Xuyen et la zone spéciale Con Son. Cependant, ce n'est que le 14 février 1957 que le général Le Van Ty, chef d'État-major général des forces armées de la République du Vietnam, signe l'arrêté officiel n° 146/TTM/VP nommant les commandants des 3 régions militaires mentionnées ci-dessus, parmi lesquels : 
- le lieutenant-général Duong Van Minh, commandant de la région militaire de la capitale ;
- le colonel Nguyen Van Y, Commandant de la 1re région Militaire ;
- le colonel Nguyen Van La, commandant de la 5e région militaire.

Le lieutenant-général Duong Van Minh occupe simultanément le poste de commandant des trois régions militaires ci-dessus.
Le 1er juin 1961, le président Ngo Dinh Diem a publié un décret visant à réformer les régions militaires en régions tactiques, par lequel les 1re et 5e région militaire ont été fusionnées pour former la 3e région tactique. La province de Con Son était séparée et directement sous le commandement de la marine. Cependant, comme le territoire de la 3e région tactique correspondait à cette époque à la vaste zone du Sud, cela posait de nombreuses difficultés pour contrôler la zone. En raison de la nécessité de disposer de plus d'unités principales pour soutenir et partager la zone d'opérations, le président Ngo Dinh Diem a décidé de créer la 9e division d’infanterie le 1er janvier 1962 et la 25e division d’infanterie le 1er janvier 1962. Ainsi, sur le territoire de l'ancienne 5e région militaire, il y avait des divisions d'infanterie : 7e division d'infanterie, 9e division d'infanterie et 21e division d'infanterie en charge.
Le 1er janvier 1963, le président Diem créa le 4e corps d'armée et la 4e région tactique à partir du territoire sud-ouest, avec le noyau des 7e, 9e et 21e division d'infanterie. Le quartier général du corps était situé à Can Tho et le général de division Huynh Van Cao en était le premier commandant. Le territoire de responsabilité du 4e corps d'armée et la 4e région tactique comprend 16 provinces et une Zone Spéciale dans la région sud-ouest, organisée en 3 zones tactiques : 
- Zone tactique 41 (comprenant les provinces de Chau Doc, An Giang, Sa Dec, Vinh Long , Vinh Binh);
- Zone tactique 42 (incluant les provinces de Kien Giang, Phong Dinh, Chuong Thien, Ba Xuyen, Bac Lieu, An Xuyen) ;
- Zone tactique 43 (comprenant les provinces de Dinh Tuong, Kien Tuong, Kien Phong, Kien Hoa, Go Cong).

En outre, il existe également une région spéciale tactique semi-autonome 44 chargée de protéger la sécurité dans la région nord-ouest du delta du Mékong, le long de la frontière Vietnam-Cambodge (dissoute en 1973). La zone spéciale de Phu Quoc appartient seule au Commandement de la Marine. Chaque zone tactique est la zone opérationnelle d'une division.
Les provinces sont également organisées militairement en sous-régions tactiques, dirigées par un officier ayant le grade de colonel ou de lieutenant-colonel portant le titre de gouverneur provincial (ou maire) et chef de sous-région, commandant et contrôlant directement la province. unités et sous-régions (y compris les pelotons d'insurgés). Le nombre de troupes de chaque sous-région est équivalent au nombre d'un à deux régiments d'infanterie mais en termes d'équipement n'est pas égal aux unités principales. C’est pourquoi, si nécessaire, nous recevrons le soutien des principales divisions. Ainsi, lors de la coordination des opérations, le Chef de Sous-Région est sous l’autorité du Commandant de Division.

### Mau Than 1968
Le 1er juillet 1970, la 4e région tactique a été rebaptisée e région militaire .

### Plan secret de faillite
Le quartier général du commandement du IVe Corps était situé à Can Tho et, après 1975, il a été réquisitionné pour devenir le quartier général du commandement de la 9e région militaire de l'Armée populaire vietnamienne.

## Organisation
Etat-major organisationnel du 4e corps d'armée au début de 1975 :
Quartier général
- État-major
- Département de la sécurité militaire
- Division 1, Directeur général
- Division 2, Renseignement
- Division 3 Salle d'opérations
- Commandement de la logistique
- Commandement de l’artillerie
- Commandement de la Force opérationnelle spéciale

Unités de combat affiliées
- 7e division d’infanterie : responsabilité des provinces de Dinh Tuong, Go Cong, Kien Hoa, Kien Tuong et Sa Dec
- 9e division d’infanterie : responsabilité des provinces d'An Giang, Chau Doc, Kien Phong, Vinh Binh et Vinh Long
- 21e division d’infanterie : responsabilité des provinces d'An Xuyen, Ba Xuyen, Bac Lieu, Chuong Thien, Kien Giang et Phong Dinh.
- Troupes locales et insurgés[5]

Unités de combat combinées
- 4e région maritime côtière
- 5e région maritime côtière
- 4e région maritime fluviale
- 4e division de l'Armée de l'Air
- 4e brigade de cavalerie

Sous-régions et sous-zones spéciales
- Sous-région d'An Giang : sous-zones (districts) de Chau Thanh, Cho Moi, Hue Duc, Thot Not et région de la ville de Long Xuyen
- Sous-région d'An Xuyen : sous-zones de Dam Doi, Hai Yen, Nam Can, Song Doc, Thoi Binh et sous-zone de Quan Long Town.
- Sous-région de Ba Xuyen : sous-zones de Hoa Tri, Ke Sach, Lich Hoi, Long Phu, My Xuyen, Nga Nam, Thanh Tri, Thuan Hoa et zone de la ville de Khanh Hung.
- Sous-région de Bac Lieu : sous-zones de Gia Rai, Phuoc Long, Vinh Chau, Vinh Hoi et sous-zone de la ville de Bac Lieu
- Sous-région de Chau Doc : sous-zones d'An Phu, Chau Phu, Tan Chau, Tinh Bien, Tri Ton et sous-zone de la ville de Chau Doc
- Sous-région de Chuong Thien : sous-zones de Duc Long, Hung Long, Kien Long, Kien Luong, Kien Thien, Long My et sous-zone de Vi Thanh Town.
- Sous-région de Dinh Tuong : sous-zones de Ben Tranh, Cai Lay, Cai Be, Chau Thanh, Cho Gao, Giao Duc, Hau My, Sam Giang et la ville de My Tho (1er district)
- Sous-région de Go Cong : sous-zones de Hoa Binh, Hoa Dong, Hoa Lac, Hoa Tan et sous-zone de Go Cong Town.
- Sous-région de Kien Giang : sous-zones de Ha Tien, Hieu Le, Kien An, Kien Binh, Kien Luong, Kien Tan, Kien Thanh et sous-zone de la ville de Rach Gia (y compris 1 district)
- Sous-région de Kien Hoa : sous-zones de Ba Tri, Binh Dai, Don Nhon, Ham Luong, Huong My, Giong Trom, Mo Cay, Thanh Phu et Truc Giang Town.
- Sous-région de Kien Phong : sous-zones de Cao Lanh, Dong Tien, Hong Ngu, Kien Van, My An, Thanh Binh et sous-zone de la ville de Cao Lanh
- Sous-région de Kien Tuong : sous-zones de Chau Thanh, Kien Binh, Tuyen Binh, Tuyen Nhon et sous-zone de la ville de Moc Hoa.
- Sous-région de Phong Dinh : sous-zones de Chau Thanh, Phong Dien, Phong Phu, Phong Thuan, Phung Hiep, Thuan Nhon, Thuan Trung et * Sous-région de la ville de Can Tho (1er district)
- Sous-région de Sa Dec : Sous-zones de Duc Thanh, Duc Thinh, Duc Ton, Lap Vo et Sous-zone de Sa Dec Town
- Sous-région de Vinh Binh : sous-zones de Cang Long, Cau Ke, Cau Ngang, Chau Thanh, Long Toan, Tieu Can, Tra Cu, Tra On, Vung Liem et sous-zone de la ville de Phu Vinh.
- Sous-région de Vinh Long : sous-zones de Binh Minh, Chau Thanh, Cho Lach, Minh Duc, Tam Binh et sous-zone de la ville de Vinh Long
- Zone spéciale de Phu Quoc : (y compris l'archipel d'An Thoi)

## Commandants du 4ecorps d'armée
| N° | Nom complet       | Grade                                                | Durée du mandat                          | Commentaires |
| -- | ----------------- | ---------------------------------------------------- | ---------------------------------------- | --- |
| 1  | Huỳnh Văn Cao     | Général de division (1962)                           | 10/1963-11/1963                          | Dernière fonction: sénateur (1967-1975) |
| 2  | Bùi Hữu Nhơn      | Colonel (1958)                                       | 11/1963 (Commandant par intérim 4 jours) | Démobilisé en 1968 avec le grade de général de division |
| 3  | Nguyễn Hữu Có     | Général de division (1963)                           | 11/1963-3/1964                           | Dernière fonction: Lieutenant général, Secrétaire général adjoint à la Défense |
| 4  | Dương Văn Đức     | Général de division (1956) Lieutenant-général (1964) | 3/1964-9/1964                            | Licencié et libéré de force en raison du coup d’État. |
| 5  | Nguyễn Văn Thiệu  | Général de division (1963) Lieutenant-général (1965) | 9/1964-1/1965                            | Dernière fonction: Président de la République du Vietnam (1967-1975) |
| 6  | Đặng Văn Quang    | Général de division (1964) Lieutenant-général (1965) | 1/1965-11/1966                           | Dernière fonction: conseiller présidentiel pour les affaires militaires, assistant à la sécurité nationale et au renseignement, secrétaire général du Conseil national de sécurité (1967-1975). |
| 7  | Nguyễn Văn Mạnh   | Général de brigade (1965) Général de division (1967) | 11/1966-2/1968                           | Dernière fonction: général de corps d’armée, chef d’état-major adjoint chargé de la sécurité et du développement et simultanément commandant des troupes locales et des insurgés                |
| 8  | Nguyễn Đức Thắng  | Général de division (1965) Lieutenant-général (1968) | 2/1968-7/1968                            | Dernière fonction: Lieutenant général, chef adjoint de la planification de l’état-major général                                                                                                 |
| 9  | Nguyễn Viết Thanh | Général de division (1968)                           | 7/1968-5/1970                            | Accident d'hélicoptère le 2 mai 5. Promu lieutenant-général à titre posthume |
| 10 | Ngô Dzu           | Général de division (1964)                           | 5/1970-8/1970                            | Dernière fonction: Général de corps d’armée, chef de la délégation de la République du Vietnam dans la délégation militaire à 4 partis                                                          |
| 11 | Ngô Quang Trưởng  | Général de division (1968)                           | 8/1970-5/1972                            | Dernière fonction: général de corps d’armée, commandant du 1er corps d'armée et de la 1re Région militaire                                                                                      |
| 12 | Nguyễn Vĩnh Nghi  | Général de division (1970) Lieutenant-général (1974) | 5/1972-11/1974                           | Dernière fonction: général de corps d’armée, commandant adjoint du IIIe Corps et de la IIIe Région militaire                                                                                    |
| 13 | Nguyễn Khoa Nam   | Général de division (1972)                           | 11/1974-30/4/1975                        | Dernier commandant |

## Unités

7e division d’infanterie
9e division d'infanterie
21e division d'infanterie
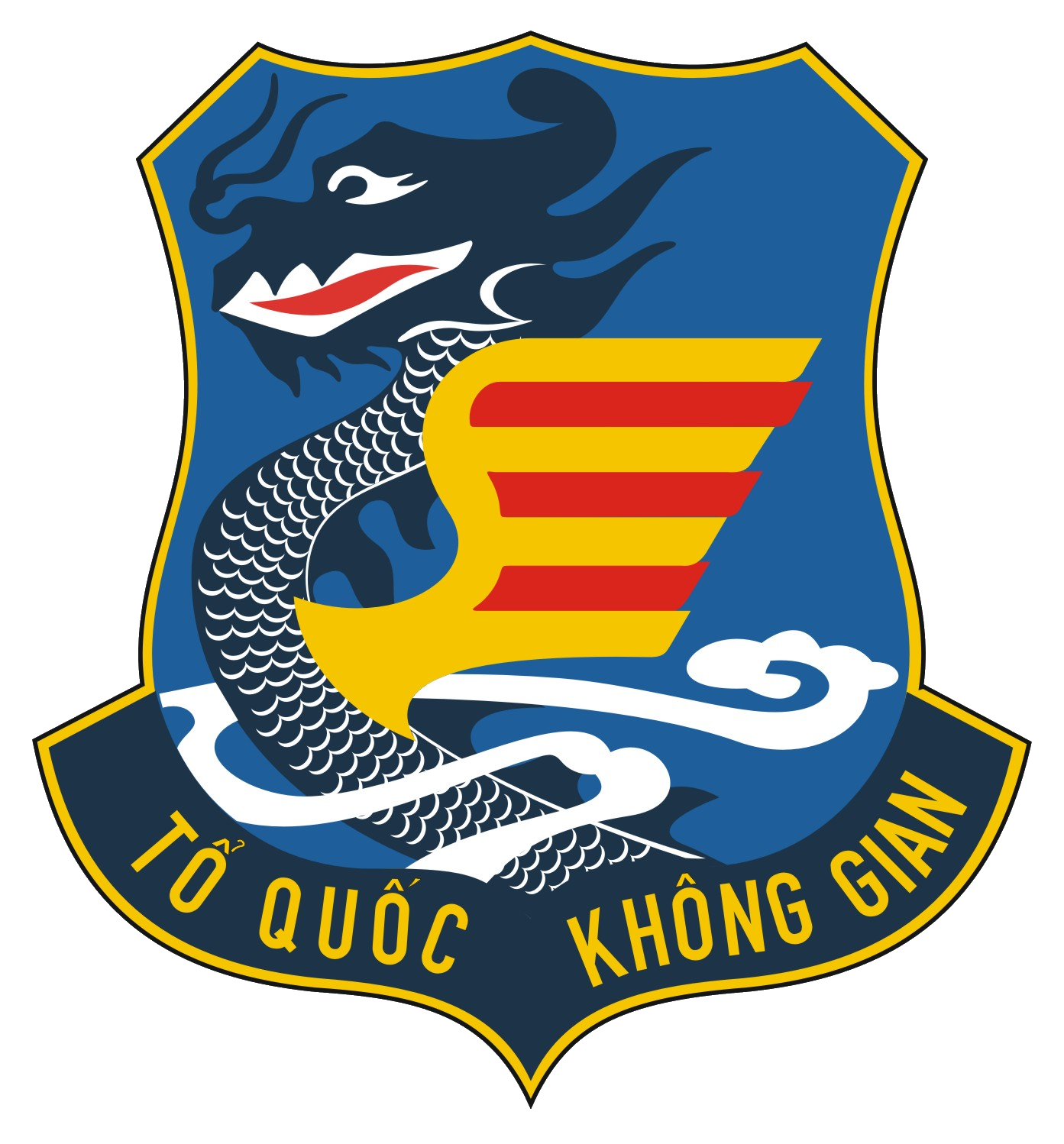
4e division aérienne
4e région maritime côtière
5e région maritime côtière
4e région maritime fluviale
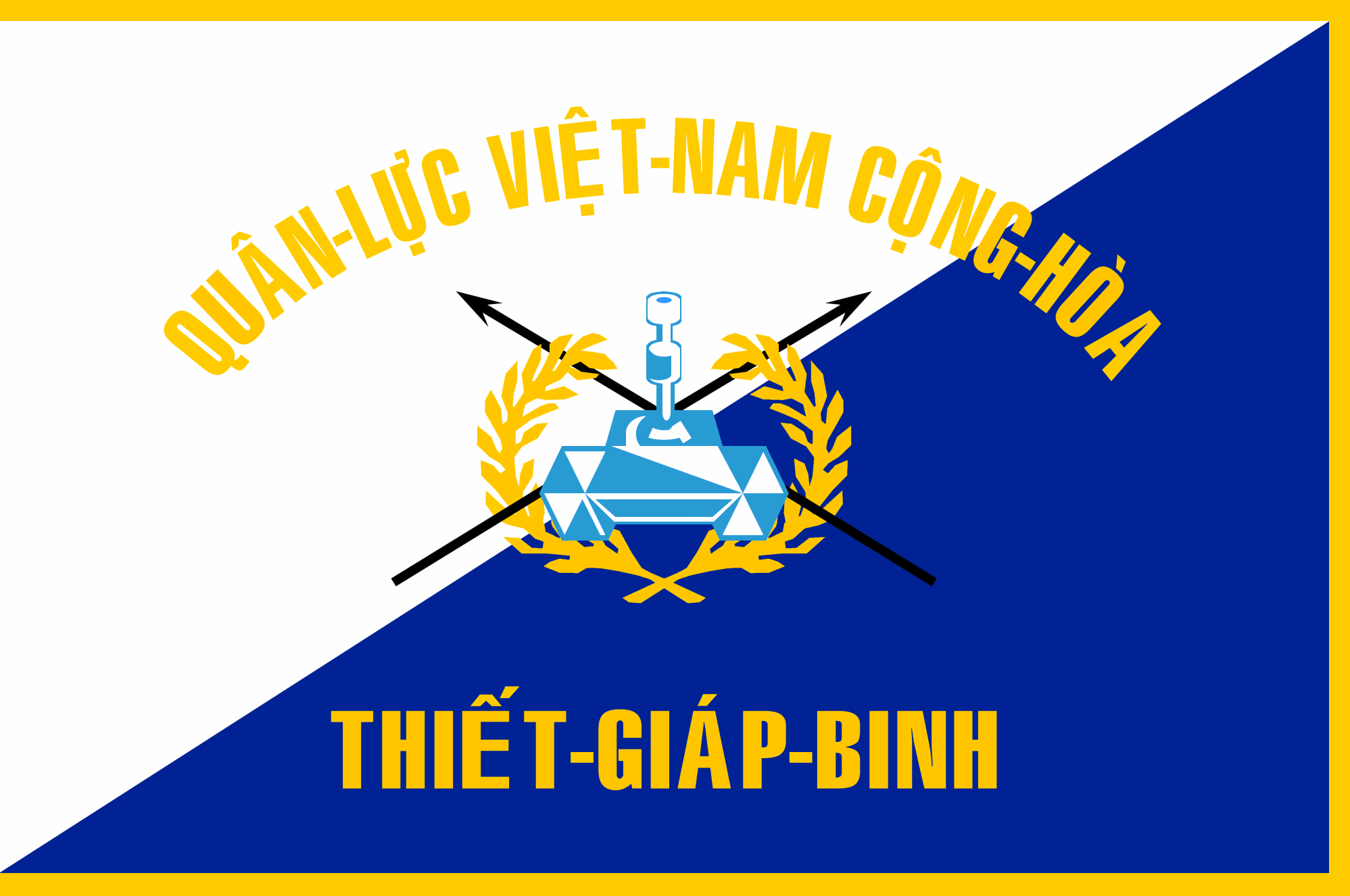
4e brigade de cavalerie
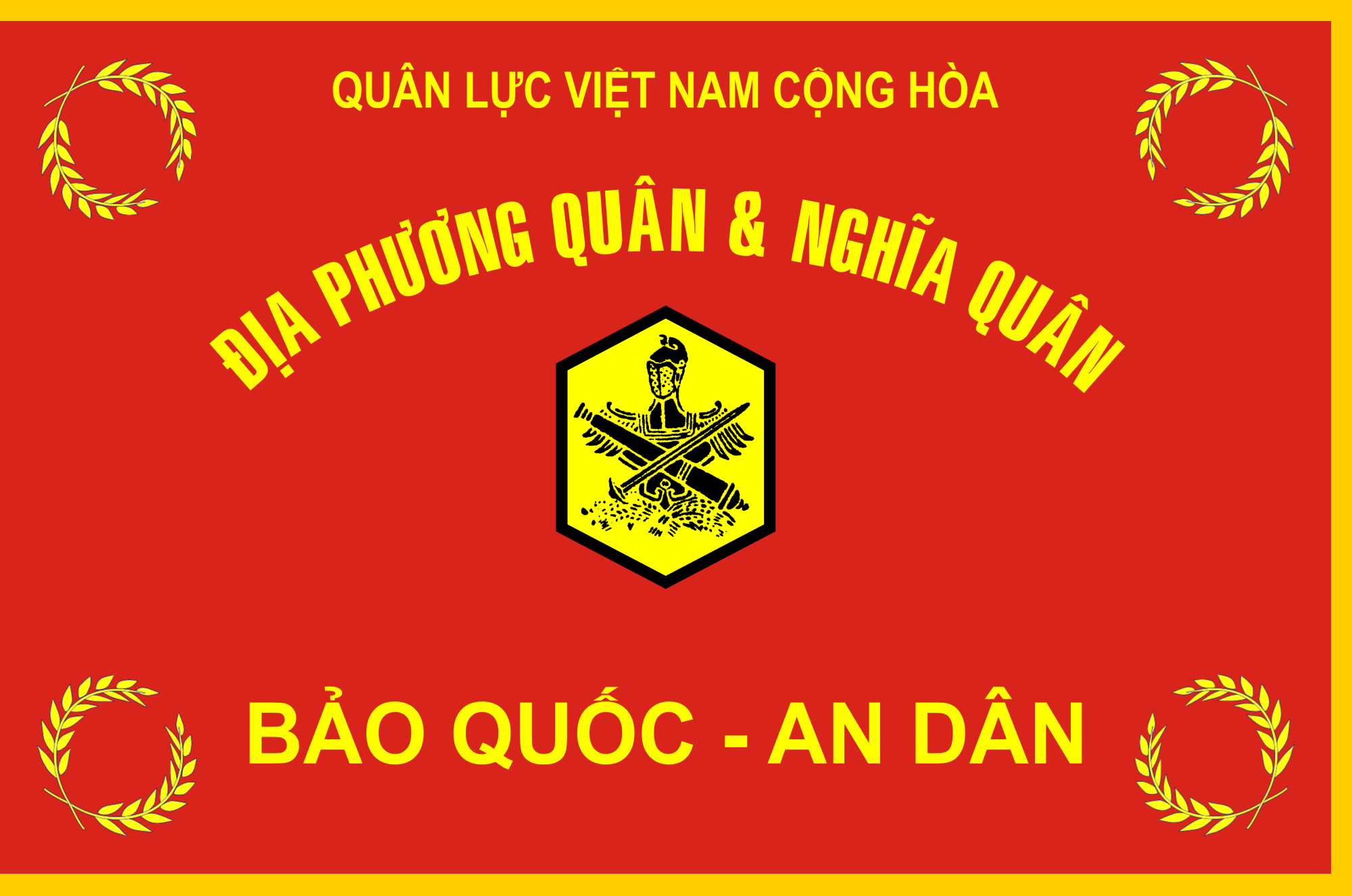
Troupes locales et insurgés

## Source
- (en) Cet article est partiellement ou en totalité issu de l’article de Wikipédia en anglais intitulé « IV Corps (South Vietnam) » (voir la liste des auteurs).
- (vi) Cet article est partiellement ou en totalité issu de l’article de Wikipédia en vietnamien intitulé « Quân đoàn IV (Việt Nam Cộng hòa) » (voir la liste des auteurs).